# Tijuca (barri)
Tijuca és un barri de la Zona Nord del municipi de Rio de Janeiro. Està entre els barris més antics, tradicionals i populosos de la capital fluminense. El seu índex de qualitat de vida l'any 2000 era de 0,887, el 18è millor del municipi, entre 126 barris avaluats, considerat alt.
Segons dades de 2010, té 163.805 habitants, el més poblat de la Zona Nord. En el rànquing de barris més valorats del municipi, Tijuca ocupa la 20ª posició.
Comprèn les regions de la Plaça Saens Peña, la Plaça Afonso Pena, Usina i Muda. Tijuca és també la llar de moltes zones de barraques com Salgueiro, Borel, Formiga, Turano i Casa Branca. Són tijucans famosos Erasmo Carlos (músic), Milton Nascimento (músic), Mário Zagallo (futbolista) o Tom Jobim (músic).

## Topònim
"Tijuca" és un nom amb origen en la Llengua tupí i significa "aigua podrida", de ty ("aigua") i îuk ("podrida"). El nom es refereix a la regió de la Llacuna de Tijuca, amb manguezal i aigua estancada, i que està separada del barri de Tijuca pel Maciço da Tijuca.

## Història

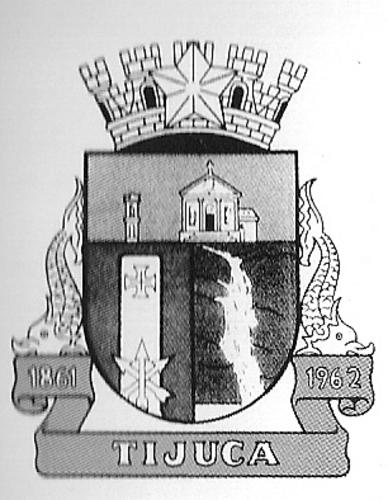
Escut del barri de Tijuca

Després de la victòria dels portuguesos sobre els francesos en l'episodi de França Antártica, el 1565, la regió de l'actual barri de Tijuca va ser ocupada pels jesuïtes, que, hi van instal·lar immenses hisendes dedicades al cultiu de la canya de sucre. En aquesta època, va ser construïda una capella dedicada a São Francisco Xavier que va donar el nom a la hisenda dels jesuïtes més pròxima del Centre de la ciutat: la Hisenda de São Francisco Xavier. El 1759, amb l'expulsió dels jesuïtes de Brasil pel Marquès de Pombal, les seves hisendes van ser venudes a centenars de nous propietaris.

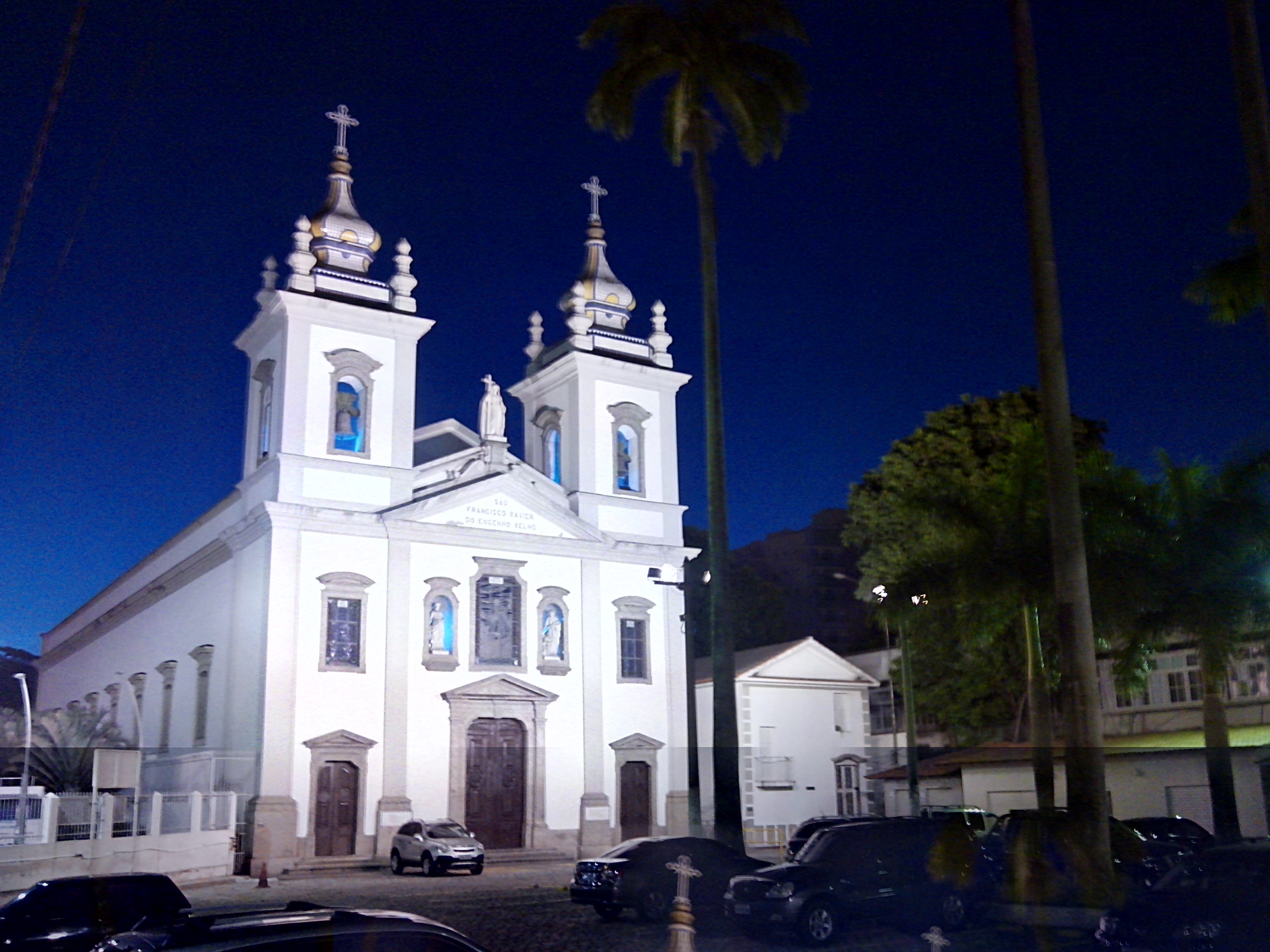
Església de São Francisco Xavier de l'Engenho Velho, marc històric del barri de la Tijuca.

La regió va passar a caracteritzar-se per les seves granges i, a partir del Segle XX, va passar a ser un barri típicament urbà. Així i tot, posseeix la tercera bosc urbà més gran del món, la Floresta de Tijuca, plantada per determinació de Pere II del Brasil en la segona meitat del segle XIX pel major Archer en terres de cafè expropriadas, per a combatre la falta d'aigua que hi havia en la llavors capital de l'imperi. Es tracta d'un Bosc secundari, ja que és fruit de replantament, comprenent espècies que no són nativas de la Mata Atlàntica, la vegetació original.
Des de 1859 fins a 1866 el funcionament pioner de la primera línia de transport en vehicles sobre rails a Rio de Janeiro, amb Tracció animal, anterior al bonde elèctric, connectant el Largo del Rocio (l'actual Plaça Tiradentes) a un local prop de la Fàbrica (avui conegut com a Mula), cobrint un trajecte de 7 km.

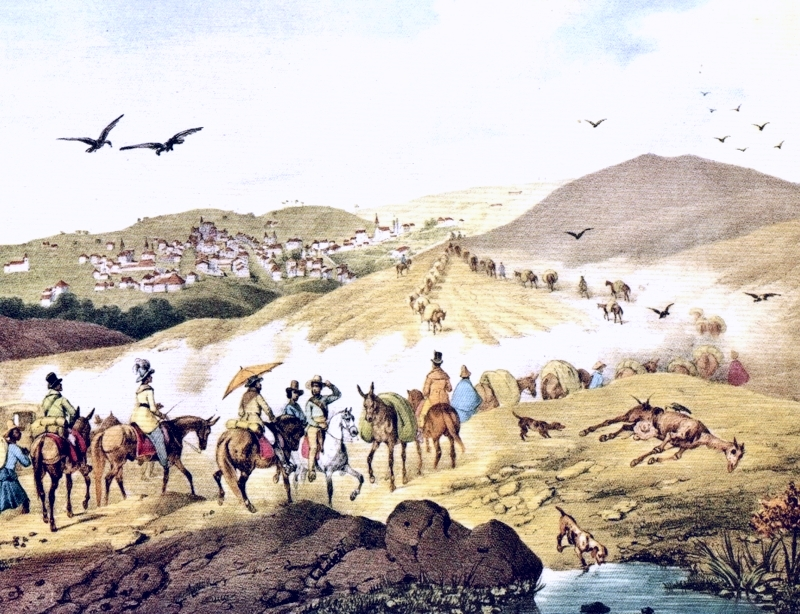
Quadre de Rugendas de 1820: visitants anant a Tijuca seguint una caravana

Als Estats Units i a Europa, on el procés de urbanització de les ciutats va ser pioner, el suburbi, en general, va ser i continua sent l'espai destinat a elits i classes mitjanes – una espècie de refugi contra els aglomerats urbans insalubres i perillosos de l'època de les indústries. Són llocs bucólics, ajardinats i de cases comfortables. Fins a l'inici del segle xx, aquesta accepció de suburbi també s'aplicava a Rio; on el suburbi era el lloc de noblesa – no tan refinada com a Botafogo o l'Engenho Velho, que eren barris de la aristocracia –, però amb serveis retornats a aquesta classe, que també es dirigien cap allà per descansar.
Va ser a partir de la reforma urbana de l'alcalde Pereira Passos, el 1903, que el concepte de suburbi va guanyar un significat més ideològic i pejoratiu en el context de Rio. Amb la implantació d'una nou ordre urbà en el Centre de la futura metròpolis, associada també a l'expansió del mercat immobiliari per a les classes altes a prop del mar, el proletariat del centre va ser “expulsat” cap als suburbis, que van passar a ser vistos com a llocs estratègics per fer fora aquesta població marginalizada ben lluny del Centre “civilitzat”. Com que no hi va haver una política de moralització de la classe treballadora en aquest procés, es va afavorir el caràcter pejoratiu que el terme “suburbi” emana en l'escenari carioca.
Amb base en el concepte pejoratiu de suburbi, relatiu a la idea de llocs habitats per classes socioeconòmiques menys privilegiades, es pot inferir que Tijuca i la seva regió, en termes històrics, geogràfics i especialment ideològics, no pot ser considerada un suburbi de la ciutat, encara que forma part de la Zona Nord, on es localitza gran part dels originals suburbis. Originalment aristocrática, Tijuca sempre va ser un barri valorat de Rio, bressol de famílies tradicionals i d'una classe mitjana amb bon poder adquisitiu, tot i amb l'èxode dels anys 80 i 90. El barri va passar 20 anys “adormit”, a causa del procés de favelització, que va acabar sent més 
important que en la resta de la ciutat per qüestions geogràfiques; en l'inici de l'última dècada el barri va presentar fort valorització immobiliària a causa de millores estructurals originades del poder públic.